# Jü-šan
Jü-šan (čínsky 玉山, tongyong pinyin Yùshan, pinyin Yùshān; tchajwansky Gio̍k-san) je nejvyšší hora ostrova Tchaj-wanu i celé severovýchodní Asie vně Himálaje (je vyšší i než japonská hora Fudži). Nachází se zhruba uprostřed ostrova na 23°28′ s. š., 120°57′ v. d., nedaleko jižní hranice okresu Nan-tchou. Masív Jü-šan šan-mo (Jüšanské pohoří) lze považovat za součást Tchajwanského středohoří, tedy hornatiny, která vyplňuje celý východ ostrova. Dosahuje výšky 3 952 m n. m.
Název znamená v překladu Nefritová (též Jadeitová) hora.
Na vrchol vede udržovaná stezka, výstup je však dovolen jen omezenému počtu vysokohorských turistů, kteří si předem obstarají zvláštní povolení.
Okolí hory je chráněno jako Národní park Jü-šan (čínsky 玉山國家公園, pinyin Yùshān Guójiā Gōngyuán), spravovaný tchajwanským ministerstvem vnitra. Biotopy na svazích hory začínají subtropickými lesy a postupně se mění až k pásmu alpínských luk na vrcholu. Ve výšce 2 500 až 3 000 m dominují mohutné exempláře jedlovce Tsuga chinensis. Hranice lesa (vesměs jehličnatého) se pohybuje kolem 3 550 m.
Přestože Tchaj-wan leží v tzv. Tichomořském ohnivém prstenci, konkrétně v oblasti, kde se Filipínská deska podsouvá pod Eurasijskou pevninu, a přestože po celém Tchaj-wanu najdeme stopy post-sopečné činnosti, jako jsou horké prameny a sirná jezírka, většina tchajwanských hor není sopečného, ale tektonického původu. Strmé vápencové skály byly vyzvednuty tektonickou činností podél zlomových linií, které se táhnou zhruba stejným směrem jako hlavní horské hřebeny. S tím souvisí i zdejší mimořádně častý výskyt zemětřesení.

## Alternativní názvy
Prvním bělochem, který Jü-šan spatřil a zaznamenal to, byl v roce 1857 W. Morrison, kapitán americké lodi Alexander. Loď kotvila v přístavu Anping v dnešním okrese Tchaj-nan. Kapitán své pozorování zaznamenal v lodním deníku a hora pak nesla v západní literatuře jméno Mount Morrison.
V roce 1900, po obsazení Tchaj-wanu Japonskem, se dva japonští antropologové, Torii Rjúzó a Mori Ušinosuke, stali prvními známými pokořiteli vrcholu. Dali hoře nové jméno Niitakajama (新高山; čínsky Sin-kao-šan, „Nová vysoká hora“), protože Jü-šan se stal novou nejvyšší horou Japonské říše. Pod tímto jménem hora vstoupila do historie druhé světové války jako součást tajné šifry pro spuštění japonského útoku na Pearl Harbor. Heslo znělo Niitakajama nobore, doslova „Vystupte na horu Niitaka“.